# Kojgorodok
Kojgorodok (in russo Койгородок?; in lingua komi: Койгорт) è un villaggio della Repubblica dei Komi, in Russia. È il centro amministrativo del distretto Kojgorodskij.
Si trova sulla riva destra del fiume Sysola, 192 km a sud-est di Syktyvkar.